# Marcellinara
Marcellinara est une commune italienne de la province de Catanzaro dans la région Calabre en Italie.

## Administration
| Période                                  | Période  | Identité         | Étiquette | Qualité |
| ---------------------------------------- | -------- | ---------------- | --------- | ------- |
| 14 juin 2004                             | En cours | Anna Rita Donato | Primavera |         |
| Les données manquantes sont à compléter. |          |                  |           |         |

### Communes limitrophes
Amato, Caraffa di Catanzaro, Maida, Miglierina, Pianopoli, Settingiano, Tiriolo